# Calodromius putzeysi
Calodromius putzeysi es una especie de escarabajo de la familia Carabidae.

## Distribución geográfica
Es endémico de la península ibérica: España y Portugal.